# Namdeb

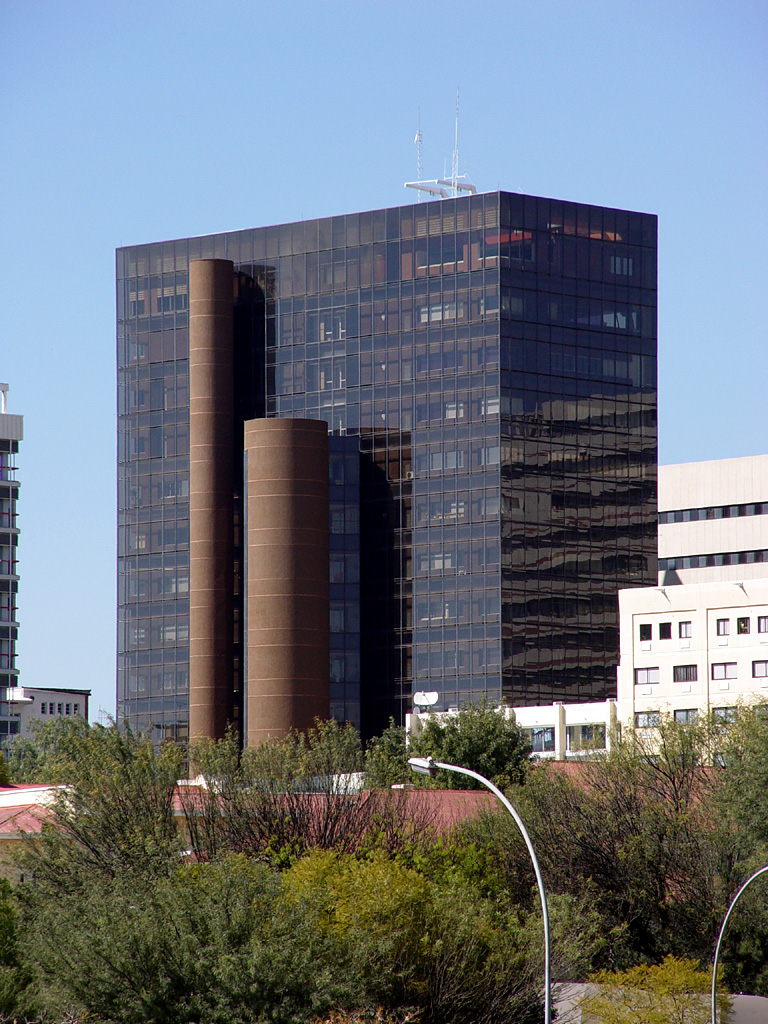
NAMDEB Centre in Windhoek

Die Namdeb Holding (meistens nur kurz NAMDEB oder Namdeb) ist eine seit dem 18. Mai 2011 bestehende Holding mit Sitz in der namibischen Hauptstadt Windhoek. Sie vereinigt die zuvor unabhängigen Unternehmen Namdeb Diamond Corporation und Debmarine unter einer Dachgesellschaft.

## Unternehmensbereiche

### NAMDEB
NAMDEB wurde 1994 gegründet und gehört zu gleichen Teilen dem Staat Namibia und dem Unternehmen de Beers. Der Hauptsitz befindet sich im NAMDEB Centre (ehemals CDM Building) an der Independence Avenue in Windhoek.
NAMDEB spielt heute eine Schlüsselrolle in der Wirtschaft Namibias. Das Unternehmen ist größter Steuerzahler, Exporteur und – neben der öffentlichen Verwaltung – auch einer der größten Arbeitgeber des Landes. Seit der Gründung hat NAMDEB die Gewinnung von Diamanten fortgeführt und Arbeitsplätze in Namibia gesichert. Die Abbaugebiete von NAMDEB liegen im und vor dem ehemaligen „Sperrgebiet“, das Deutschland 1908 nach der Entdeckung von Diamanten einrichtete.
Die Bergbaustadt Oranjemund wurde als unternehmenseigene Stadt gegründet.
Bis 1994 war das Unternehmen unter dem Namen „Consolidated Diamond Mines (CDM)“ bekannt.
Zudem hält NAMDEB 100 % an Namgem, der ersten Diamantenschleiferei Namibias. Das Unternehmen hat seinen Sitz in Okahandja.

### Debmarine
Neben dem Kernbereich NAMDEB hält die Regierung Namibias seit 18. Mai 2011 50 % (zuvor 15 %) an Debmarine Namibia, dem ehemaligen De Beers Marine Namibia, welche Offshore-Gewinnung von Diamanten betreibt, sowie 50 % Anteile an der Namibia Diamond Trading Company.
Debmarine betreibt acht Schiffe zur Offshoreförderung von Diamanten, wovon sechs, darunter die SS Nujoma und Mafuta, in eigenem Besitz sind.

## Finanzen
NAMDEB erwirtschaftete 2008 einen Umsatz von 5,651 Milliarden Namibia-Dollar und einen Gewinn von N$ 1983 Millionen. 2009 sank der Umsatz aufgrund der Weltwirtschaftskrise und der damit verbundenen Minderförderung von 56 % auf N$ 3370 Millionen. Der Jahresverlust betrug N$ 555 Millionen. 2010 konnte Namdeb wieder einen Gewinn in Höhe von N$ 419 Millionen ausweisen. An den namibischen Staat wurden mehr als eine Milliarde Namibia-Dollar an Steuern abgeführt. Der Umsatz stieg auf N$ 5 Milliarden.

## Abbaustatistiken
2008 hat Namdeb etwa 2,1 Millionen Karat in Namibia auf seinem fast 800.000 Hektar großen Lizenzgebiet abgebaut. 2009 ist die Gewinnung auf 0,9 Millionen Karat, vor allem aufgrund der weltweiten Wirtschaftskrise und eines damit verbundenen mehr als sechs Monate andauernden Abbaustopps, zurückgegangen. 2008 wurden mehr als 1 Million Karat offshore gewonnen, 2009 ist diese Art der Gewinnung auf 0,6 Millionen Karat zurückgegangen. Der Anteil am Gesamtabbau hat sich zwischen 2008 und 2009 jedoch von 50 % auf knapp 66 % erhöht.
2010 konnte Namdeb den Abbau auf 1,522 Millionen Karat steigern, was einen Zuwachs von 63 % gegenüber 2009 bedeutet. 2011 wurden 1,472 Millionen Karat gewonnen. 2012 stieg der Abbau auf 1,659408 Millionen Karat, wovon etwa eine Million im Meer gewonnen wurde.